# Васил Каравасилев
Васил Христов Каравасилев - Черньов е български политик, деец на Българската комунистическа партия.

## Биография
Васил Каравасилев е роден на 10 септември 1893 година в южномакедонското кайлярско село Емборе, тогава в Османската империя, днес в Гърция. След Илинденско-Преображенското въстание в 1903 година семейството му емигрира в България и се установява в Плевен. Каравасилев завършва право в Софийския университет. В 1914 година като студент става член на Българската работническа социалдемократическа партия (тесни социалисти).
През 1919 — 1920 година е секретар на Окръжния комитет на Българския комунистически младежки съюз в Плевен, а от 1920 до 1921 година — на Окръжния комитет на БКП. Под негово ръководство плевенската комунистическа военна организация създава няколко специални скривалища, в които укрива голямо количество оръжие и амуниции, откраднати от военните складове и от влаковете, носещи оръжие за белите войски в Русия. Голяма част от това оръжие е прехвърлено по-късно в други райони.
Каравасилев е арестуван, но успява да избяга от конвоиращите го войници и в 1921 година заминава за Съветска Русия, където учи във Висшата военна академия „Фрунзе“. През юли 1923 година заедно с Васил Коларов и Боян Българанов се завръща нелегално по море в България и остава за окръжен военен организатор във Варна. След Септемврийското въстание бяга отново в СССР. През пролетта на 1924 година през Виена се завръща отново в България, но е арестуван и на 24 септември или през втората половина на октомври е убит в Дирекцията на полицията.